# コス島
コス島（コスとう、Κώς / Kos）は、エーゲ海南東部、ドデカネス諸島にあるギリシャ領の島。

## 概要
島の大きさは東西40km、南北8kmで、北緯36°51′東経 27°14′に位置し、ギリシャ本土よりトルコに近い。肥沃な平野と不毛な高地をもつ島である。人口は約3.7万人。島には、長い砂浜と大きなホテル、そして閑静な村があり、観光が主な産業である。島の住民の多くは農業に従事しており、小麦、とうもろこしに加えて、ブドウ、アーモンド、イチジク、オリーブ、トマトやレタスなどが栽培されている。
港と島の人口の中心である町、コスは、観光と文化の中心であり、多くのホテル、レストランやナイトクラブなどの白い建物が建ち並んでいる。町の港の入り口には、ロドス島の聖ヨハネ騎士団によって1315年に立てられた要塞がある。

## 歴史
医学の父ヒポクラテスは、このコスで紀元前460年頃生まれたと伝えられている。町の中央にはヒポクラテスの木と呼ばれるプラタナスの巨木があり、この木の下でヒポクラテスが医学を教えたと言い伝えられている。そのヒポクラテスを記念して、この町に国際ヒポクラテス財団の本拠地とヒポクラテス博物館がつくられている。
コス島は、紀元前11世紀にドーリア人によってカレスに植民された。そして、その後デロス同盟の一員としてペルシャ人を2度退けた。コスの町は紀元前366年に造られ、すぐに、のちに東ローマ帝国となるローマ帝国の一部となる。その後、島はヴェネツィア人によって征服され、ロードスの聖ヨハネ騎士団に売却された。200年後、トルコの侵入の脅威に直面した騎士団は島を去り、1912年にイタリアに占領されるまでの400年間、トルコがコスを支配することになった。
第二次世界大戦では、島はドイツによって占領された。戦後、イギリスの保護領となり、1947年にギリシャに譲渡された。

## 交通
- コス島国際空港

## ギャラリー

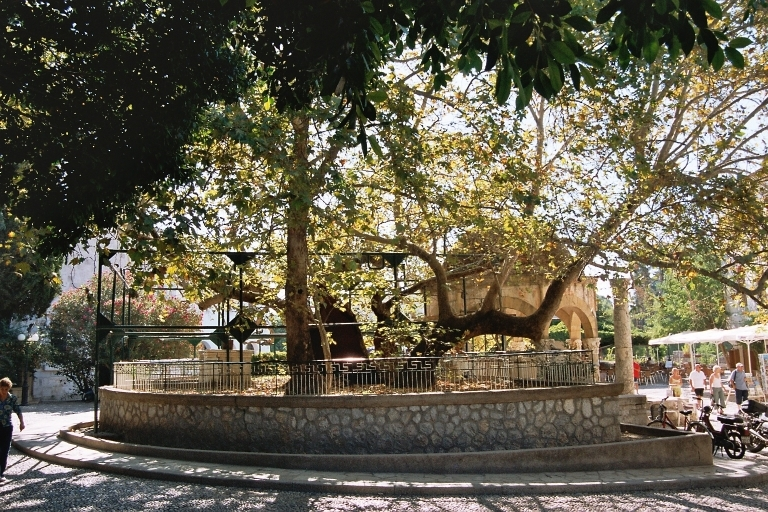
ヒポクラテスの木
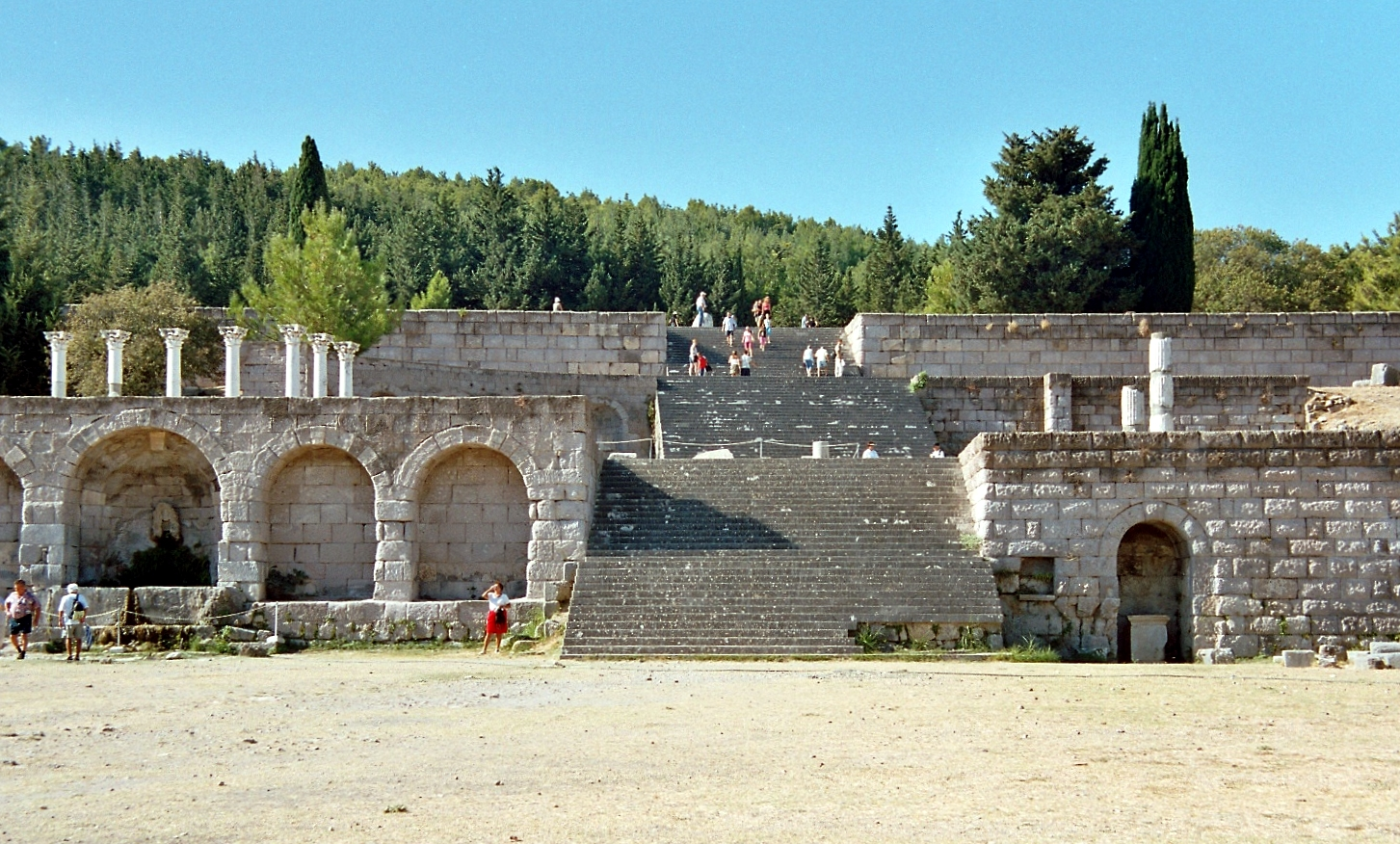
コス島のアスクレピオスの聖域